# Barrio Velasco
Barrio Velasco är en ort i Mexiko.   Den ligger i kommunen Huautepec och delstaten Oaxaca, i den sydöstra delen av landet, 290 km sydost om huvudstaden Mexico City. Barrio Velasco ligger 1 575 meter över havet och antalet invånare är 267.
Terrängen runt Barrio Velasco är huvudsakligen bergig, men norrut är den kuperad. Runt Barrio Velasco är det ganska glesbefolkat, med 36 invånare per kvadratkilometer. Närmaste större samhälle är Huautla de Jiménez, 10,1 km nordväst om Barrio Velasco. I omgivningarna runt Barrio Velasco växer i huvudsak städsegrön lövskog.